# Carlos de Hesse-Darmstadt
Carlos de Hesse-Darmstadt, príncipe de Hesse e do Reno (Darmstadt, 23 de abril de 1809 - Darmstadt, 20 de março de 1877) foi o segundo filho de Luís II, Grão-duque de Hesse e da sua esposa, a princesa Guilhermina de Baden.
Em 1836, Carlos casou-se com a princesa Isabel da Prússia (1815-1885), filha do príncipe Guilherme da Prússia (irmão de Frederico Guilherme III da Prússia) e de Maria Ana de Hesse-Homburg.
O filho mais velho de Carlos, Luís, tornou-se no grão-duque de Hesse e do Reno após a morte do irmão de Carlos, Luís III, que não teve filhos, em 1877.

## Descendência
| Nome                         | Nascimento             | Morte                  | Observações |
| ---------------------------- | ---------------------- | ---------------------- | --- |
| Luís IV, Grão-duque de Hesse | 12 de Setembro de 1837 | 13 de Março de 1892    | casou-se com a princesa Alice do Reino Unido; com descendência.                                                 |
| Henrique de Hesse-Darmstadt  | 28 de Novembro de1838  | 16 de Setembro de 1900 | casou-se primeiro com a baronesa Karoline de Nidda e depois com a baronesa Emily de Dornberg; com descendência. |
| Ana de Hesse-Darmstadt       | 25 de Maio de 1843     | 16 de Abril de 1865    | casou-se com o grão-duque Frederico Francisco II de Mecklemburgo-Schwerin; com descendência.                    |
| Guilherme de Hesse-Darmstadt | 1845                   | 1900                   | casou-se com a baronesa Josephine de Lichtenberg                                                                |